# نورمن اسلیتر
نورمن اسلیتر (انگلیسی: Norman Slater; ۲۳ ژانویهٔ ۱۸۹۴ – ۱ مارس ۱۹۷۹) بازیکن راگبی ۱۵ نفره اهل ایالات متحده آمریکا بود.